# Sticherus blepharolepis
Sticherus blepharolepis är en ormbunkeart som först beskrevs av Sod., och fick sitt nu gällande namn av Ren-Chang Ching. Sticherus blepharolepis ingår i släktet Sticherus och familjen Gleicheniaceae. Inga underarter finns listade.